# Bruno Mineiro
Bruno Menezes Soares, conosciuto come Bruno Mineiro (Belo Horizonte, 2 febbraio 1983), è un ex calciatore brasiliano, di ruolo attaccante.